# Helianthemum chihuahuense
Helianthemum chihuahuaense es una especie de la familia Cistaceae. 

## Clasificación y descripción
Planta herbácea perenne a subarbustiva, decumbente a erecta, de (12) 15 a 30 (45) cm de alto, manifiestamente pilosa con pelos simples hasta de 1 (1.5) mm de largo (además de pelos estrellados menos conspicuos); tallos ramificados desde la base y también provistos de brotes y ramillas cortas axilares; hojas sésiles o sobre peciolos hasta de 1 mm de largo, láminas elípticas, de 7 a 22 (28) mm de largo y de 3 a 8 mm de ancho, por lo común angostándose hacia los extremos, nervio medio conspicuo, prominente en el envés, estrellado-pubescentes y pilosas en ambas caras, a veces sólo se aprecian vilosas, sobre todo en la madurez; flores de dos tipos, las casmógamas escasas, en fascículos situados en el ápice de la o las ramas principales, sobre pedicelos de 4 a 5 mm de largo (hasta de 10 mm de largo en el fruto), brácteas lineares, de 1.5 a 5.5 mm de largo, las flores cleistógamas 1 o varias dispuestas en glomérulos en el ápice de ramillas secundarias o de ramas cortas axilares (o aun directamente en las axilas de las hojas) sésiles o subsésiles, pero con pedicelos hasta de 5 mm de largo en el fruto; las flores casmógamas con la porción libre de los sépalos exteriores linear, de 1.6 a 3 mm de largo y 0.3 a 0.4 mm de ancho, sépalos interiores ovados, agudos a acuminados, de 5.5 a 7 mm de largo y 2.4 a 3 mm de ancho, con uno de los bordes hialino, de color más claro (amarillento o rojizo), pétalos amarillos, ampliamente obovados, de 7 a 10 (12) mm de largo y 5 a 7 (10) mm de ancho, estambres 24 a 30, estilo de 5 a 8 mm de largo, cápsula ovoide, de 4 a 6 mm de largo y 3 a 4 mm de ancho, semillas cerca de 20, blanco-papilosas; las flores cleistógamas de dimensiones menores que las casmógamas, estambres 3 a 6, cápsula de 2.5 a 3 mm de largo y de 2 a 3 mm de ancho, semillas alrededor de 10.

## Distribución
Chihuahua, Durango, Aguascalientes, Hidalgo, Michoacán y Centroamérica. Esta especie parece ser rara en el centro de México y por consiguiente vulnerable a la extinción. Sin embargo, en otros segmentos de su área de distribución, la situación, por lo que se ve, es diferente.

## Ambiente
Registrada recientemente para el área de estudio por un par de colectas, una de Guanajuato, de bosque de encinos y otra de Michoacán, de pastizal secundario. Altura 2200-2600 m. Se encontró en floración y fructificación en septiembre y octubre.

## Estado de conservación
No se encuentra bajo algún estatus de protección.